# Northwestern State Demons

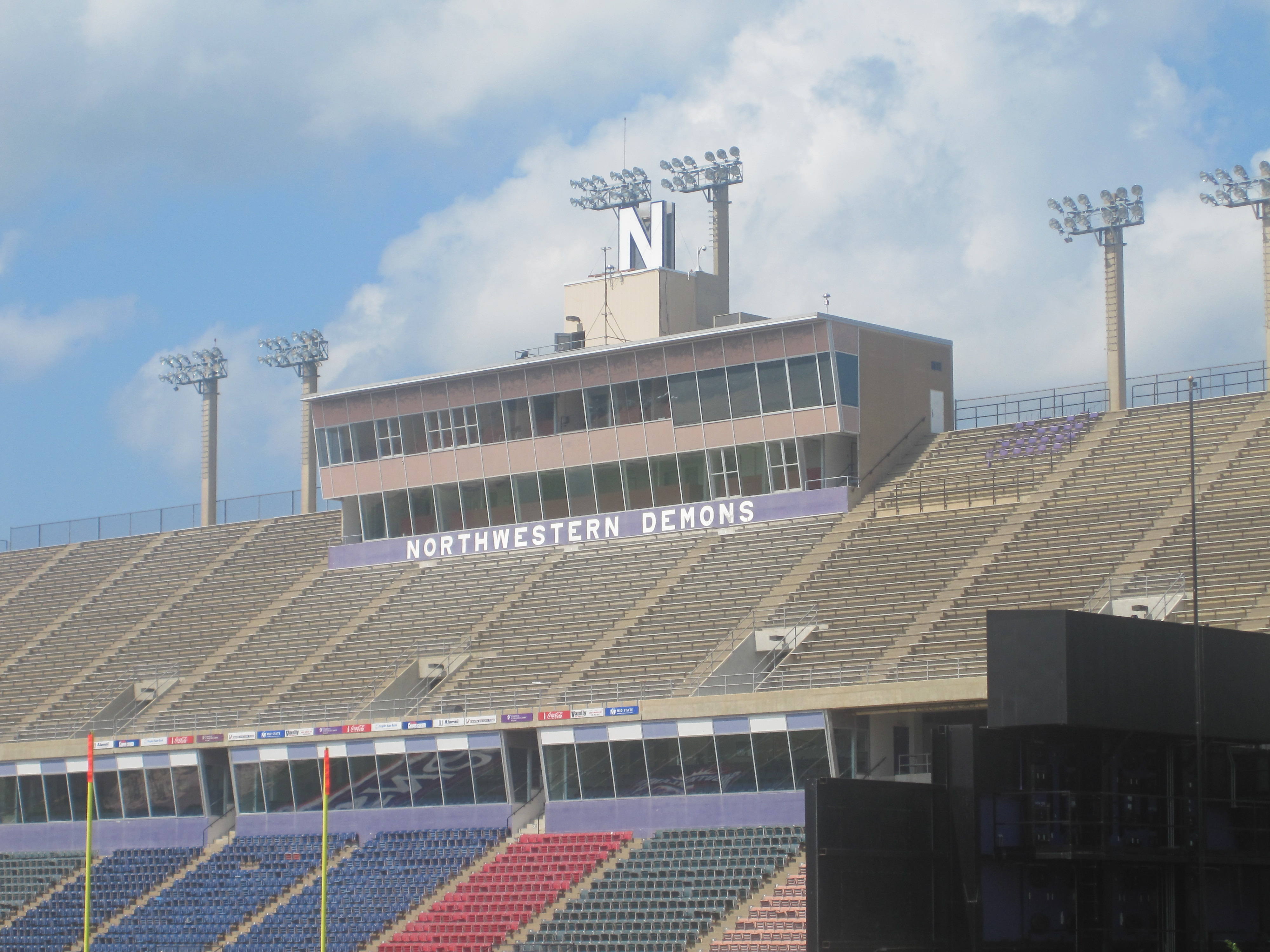
Harry Turpin Stadium.

Northwestern State Demons (en español los demonios de la Estatal del Noroeste) es el nombre que reciben los equipos deportivos de la Universidad Estatal del Noroeste, situada en Natchitoches, Louisiana. Los equipos de los Demons y Lady Demons participan en las competiciones universitarias organizadas por la NCAA, y forman parte de la Southland Conference, de la cual son miembros de pleno derecho desde 1987.

## Apodo y mascota
El apodo de los equipos deportivos es el de Demons, y la mascota se llama Vic the Demon. La elección del nombre se produjo en 1922 entre los alumnos, mientras que el nombre de la mascota, Vic, es la abreviatura de Victoria.

## Programa deportivo
Los Demons y Lady Demons participan en las siguientes modalidades deportivas:
| - Masculino - Baloncesto - Béisbol - Fútbol - Atletismo - Campo a través | - Femenino - Baloncesto - Voleibol - Softball - Fútbol - Atletismo - Tenis - Campo a través |

### Baloncesto
El equipo de baloncesto masculino ha conseguido ganar en una ocasión el Torneo de la Southland Conference, en 2006, llegando al Torneo de la NCAA, en el que derrotaron a Iowa en primera ronda. Dos de sus jugadores han llegado a jugar en la NBA, se trata de John McConathy y Trey Gilder.

## Instalaciones deportivas
- Prather Coliseum es la instalación donde disputan sus partidos los equipos de baloncesto y voleibol. Construido en 1964, tiene capacidad para 3.400 espectadores.[4]

- Harry Turpin Stadium es el estadio donde juega el equipo de fútbol americano. Tiene una capacidad para 15.971 espectadores, y fue construido en 1977.[5]